# Прері-Фарм (містечко, Вісконсин)
Прері-Фарм (англ. Prairie Farm) — місто (англ. town) в США, в окрузі Беррон штату Вісконсин. Населення — 566 осіб (2020).

## Демографія
Згідно з переписом 2010 року, у місті мешкали 564 особи в 207 домогосподарствах у складі 165 родин. Було 238 помешкань
Расовий склад населення:
| - 98,0 % — білих - 1,1 % — азіатів - 0,2 % — корінних американців - 0,2 % — чорних або афроамериканців |

До двох чи більше рас належало 0,2 %. Частка іспаномовних становила 0,5 % від усіх жителів.
За віковим діапазоном населення розподілялося таким чином: 27,8 % — особи молодші 18 років, 60,7 % — особи у віці 18—64 років, 11,5 % — особи у віці 65 років та старші. Медіана віку мешканця становила 37,9 року. На 100 осіб жіночої статі у місті припадало 100,0 чоловіків;  на 100 жінок у віці від 18 років та старших — 103,5 чоловіків також старших 18 років.
Середній дохід на одне домашнє господарство  становив 71 071 долар США (медіана — 62 500), а середній дохід на одну сім'ю — 83 267 доларів (медіана — 67 250). Медіана доходів становила 53 333 долари для чоловіків та 36 488 доларів для жінок. За межею бідності перебувало 9,8 % осіб, у тому числі 14,1 % дітей у віці до 18 років та 7,9 % осіб у віці 65 років та старших.
Цивільне працевлаштоване населення становило 304 особи. Основні галузі зайнятості: виробництво — 19,1 %, сільське господарство, лісництво, риболовля — 18,4 %, освіта, охорона здоров'я та соціальна допомога — 15,1 %.